# Уддияна
Уддия́на (пиньинь: wu chang, Учан; тиб. ཨུ་རྒྱན་, u rgyan Оргьен) — буддийская страна, существовавшая во второй половине 1 тысячелетия нашей эры в северной Индии, её точное положение является предметом дискуссий, однако об Уддияне имеется немало сведений в буддийской литературе, в тибетских, индийских и  китайских источниках.

## Локализация
- В тибетских источниках Уддияна располагалась к западу от Уя (Центрального Тибета) в долине Сват. Путь в Уддияну лежал через Мар-юл (Ладакх) и Кашмир[1][2]

- На «Карте Олмо, Крайнего Шаншуна» из Тибетско-шаншунского словаря страна Уддияна изображена на северо-западе от Юндрун-Гуцег (гора Кайласа)[1]
- В «Синей летописи» (1478): «Страна Уддияна, где правит царь Индрабхути (род. 1110), благословенная многими дакини и прославленная как исток мантраяны, расположена в двухсот тридцати йоджанах к северу от Магадхи».

## Легендарные сведения о стране
Уддияна считается родиной многих выдающихся учителей, в частности, Падмасамбхавы, и тантр Ваджраяны.
Как питха (священное место), Уддияна упоминается во многих сакральных текстах тантрического буддизма, таких как Абхидханоттара-тантра, Чакрасамвара-тантра, Калачакра-тантра и многих других.

## Китайские сведения
В китайских источниках упоминается страна Учан (烏萇國), территориально относимая к общинному региону Сиюй и отождествляемая с Уддияной. На севере лежит княжество Шэми, и Памир, на юге от Учана лежит Индия. Элиту населения составляют брахманы. Они занимаются астрономией и предсказаниями, в том числе для правителя по государственным делам. Земля приносит много плодов, поля орошаются каналами, выращивают рис посевной и пшеницу. Поклоняются Будде, много пагод и храмов, чрезвычайно красиво делают коньки на крышах. При тяжбе сторонам дают пить специальное зелье, от которого неправый приходит в исступление, а правый остаётся в твёрдом рассудке. Смертной казни нет. Виновных изгоняют из Божественных гор (灵山). На юго-западе на горе Таньтэ-шань (檀特山, Сандаловая гора) расположен монастырь. Еду туда привозят ослы, которые ходят туда и обратно сами без погонщиков.
В записках китайского монаха Фасяня (начало VI века) Уддияна описана как вполне индийская страна с процветающим буддизмом и множеством реликвий. Группа паломников с Фасянем остановилась в Уддияне несколько месяцев для летнего периода затворничества и медитации.

## Цари Уддияны
Имя царя Уддияны Индрабхути носили несколько «просветлённых царей страны Уддияна» («Индра» означает бог грома, «бхути» — мудрость, просветленный). В работе К. Доулэла «Мастера Махамудры» приведён следующий список:
1. Индрабхути Великий (VI век) он же Царь Дза, «первый тантрист» и приёмный отец Падмасамбхавы.
2. Индрабхути II (VI-VII век.) он же царь Дза и сын царя Дза.
3. Индрабхути III (конец IX века.). Один из учителей и основателей тантрийской школы. Возможный автор буддийской тантры «Джнянасиддхи».